# Amphimallon majale
Hanneton européen
Espèce
Amphimallon majale, le Hanneton européen, est une espèce de coléoptères de la sous-famille des Melolonthinae (famille des Scarabaeidae, les scarabées). Ce hanneton ressemble fortement à son cousin Amphimallon solstitialis (le Hanneton de la Saint-Jean), mais il est plus petit. Il ne mesure environ que 13 à 15 mm de longueur. Il est originaire d'Europe, où il est répandu et commun, mais peu connu. Il est devenu une espèce exotique envahissante en Amérique du Nord, où il a acquis son nom vernaculaire.
Amphimallon majale ne doit pas être confondu avec Melolontha melolontha, le Hanneton commun, une espèce bien différente qui est beaucoup plus connue en Europe et qui n'est pas présente en Amérique du Nord.

## Biologie

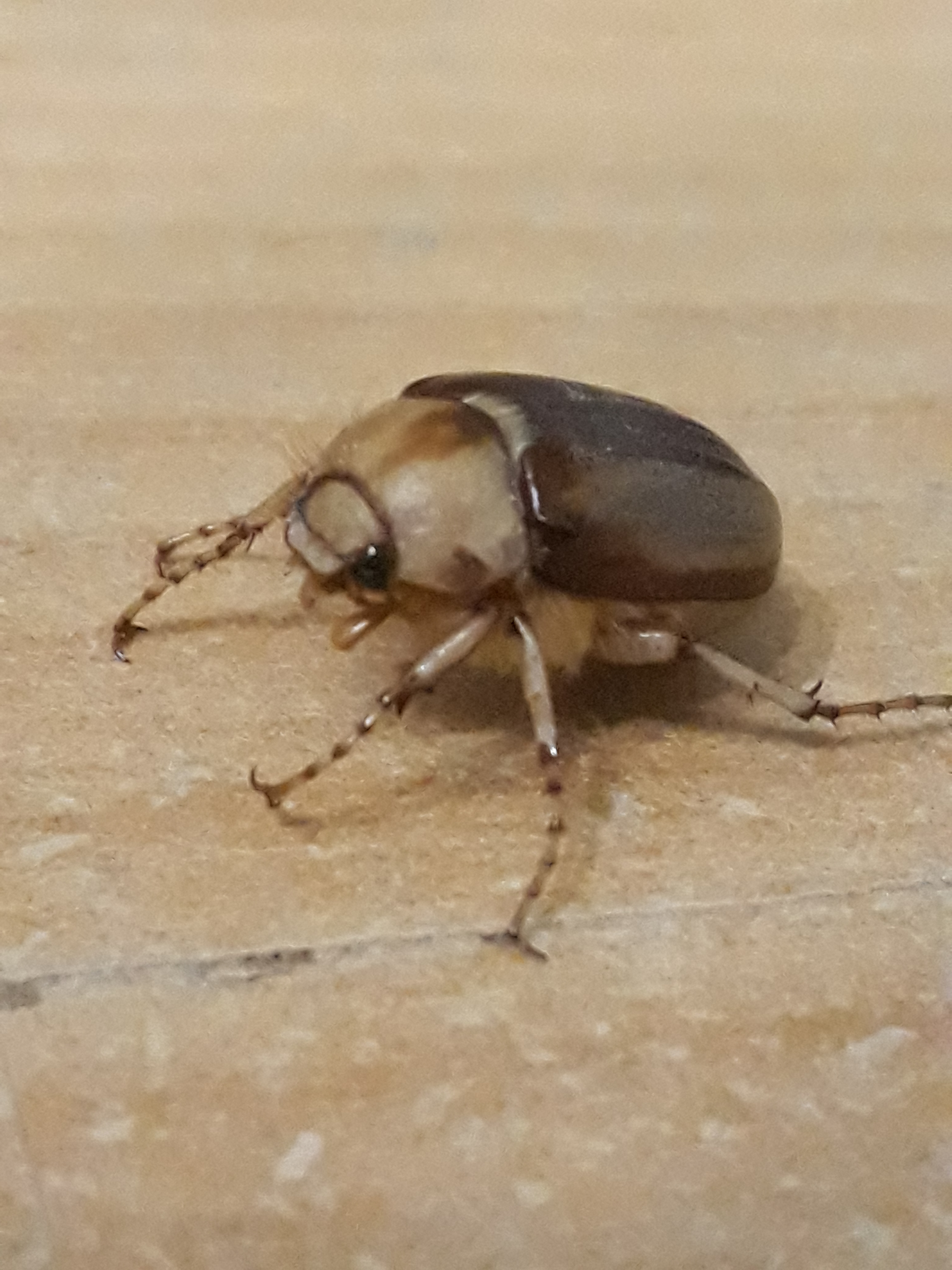
Un imago d’Amphimallon majale.

Le cycle de vie de cette espèce dure un an. L’accouplement a lieu durant la période de vol en juin et juillet. La femelle pond entre 20 et 30 œufs qu'elle dépose dans le sol, à plus de 10 cm de profondeur. L'éclosion a lieu deux à trois semaines plus tard. La larve se nourrit des racines de nombreux végétaux, dont le gazon, les céréales, le maïs, le trèfle, la luzerne, le fraisier, ainsi que des conifères. Elle mue deux fois pour atteindre une taille d'environ 2 cm de long à la fin de son développement. La larve est un « ver blanc », typique des hannetons. Les pattes sont courbés et la tête est brune. Elle s'enfouit dans le sol en hiver et remonte au printemps. Au milieu du printemps, elle redescend pour entamer sa métamorphose, qui dure sept semaines à l'état de nymphe. L'imago émerge ensuite à la fin du printemps ou au début de l'été, près à s'accoupler. Leur durée de vie est d'une à deux semaines à ce stade. Les imagos sont parfois très nombreux et peuvent former de véritables nuées autour des arbres.

## Espèce exotique envahissante en Amérique du Nord
Amphimallon majale a été découvert pour la première fois en 1940 dans une pépinière près de Rochester, dans l'État de New York. Depuis il s'est répandu dans la plupart des États du nord-est des États-Unis. Il a été repéré pour la première fois au Canada en 1959 en Ontario, puis au Québec en 1986. Il est aussi apparu sur la côte Ouest par la Colombie Britannique en 2001. 
Il est notamment un ravageur des pelouses. L'abondance des larves attirent aussi de nombreux prédateurs comme les oiseaux, les ratons-laveurs, les moufettes, etc., qui viennent décaper et retourner les gazons. Au stade larvaire, il cause plus de dégâts aux pelouses que le scarabée japonais, mais au stade adulte, il cause des dégâts nettement moins importants aux feuillages et aux fruits que ce dernier.

## Classification
Le nom valide complet (avec auteur) de ce taxon est Amphimallon majale (Razoumowsky, 1789).
L'espèce a été initialement classée dans le genre Melolontha sous le protonyme Melolontha majale Razoumowsky, 1789.
Ce taxon porte en français le nom vernaculaire ou normalisé suivant : Hanneton européen,.
En Amérique du Nord, où l'espèce est exotique envahissante, elle porte les noms vernaculaires anglais de European chafer et français de Hanneton européen.
Amphimallon majale a pour synonymes :
- Amphimallon korbi Reitter, 1894
- Amphimallon majalis
- Amphimallon pellitulum Reitter, 1902
- Amphimallus majalis pellitulus Reitter, 1902
- Melolontha majale Razoumowsky, 1789
- Melolontha rufescens Latreille, 1804
- Melolontha semirufa Gyllenhal, 1817
- Rhizotrogus majalis (Razoumowsky, 1789)[5]
- Scarabaeus majale Razoumowsky, 1789
- Scarabaeus majalis Razoumowsky, 1789